# Schnitzer Motorsport
Schnitzer Motorsport är ett tyskt racingteam, grundat 1967 av Josef och hans yngre broder Herbert Schnitzer.  De har tävlat med BMW 320si, under namnet BMW Team Germany, i World Touring Car Championship mellan 2005 och 2009. Teamchef är Karl Lamm.

## Förare

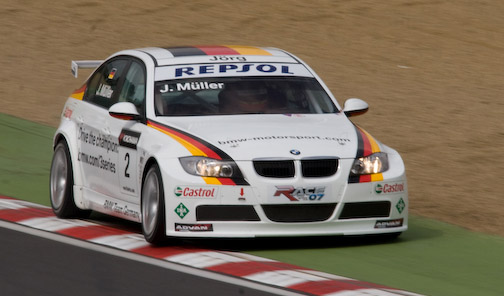
Jörg Müller i FIA WTCC Race of UK på Brands Hatch 2008.

Schnitzer Motorsport är bland annat kända för förarna Jörg Müller och Dirk Müller som körde tillsammans med nummer 42 och 43 under några år i European Touring Car Championship och World Touring Car Championship. Dirk slutade med standardvagnsracing efter 2006 års säsong, och Augusto Farfus tog över platsen. Farfus slutade trea säsongen 2009, efter att ha vunnit sex race. Till säsongen 2010 drog BMW ned sin satsning i WTCC och Schnitzer Motorsport försvann därifrån.

## Mästerskap

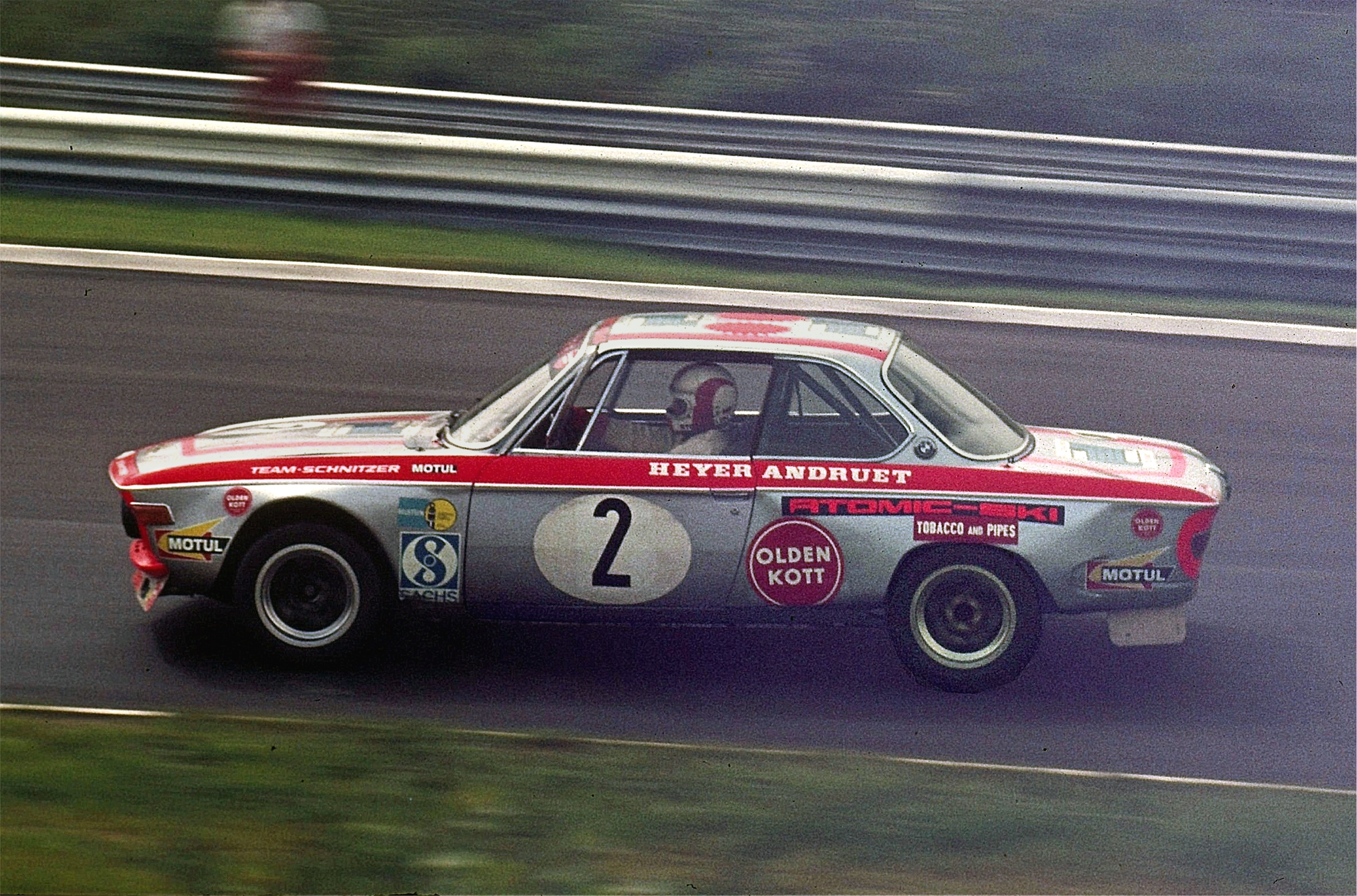
Rolf Stommelen i Nürburgring 6-timmars 1972.

Ett urval av racingserier som Schnitzer Motorsport har tävlat i:
- World Touring Car Championship
- European Touring Car Championship
- Deutsche Rennsport Meisterschaft
- Deutsche Tourenwagen Meisterschaft
- Italian Touring Car Championship
- British Touring Car Championship
- Japanese Touring Car Championship
- American Le Mans Series
- Le Mans 24-timmars